# Massimo Mugnai
Massimo Mugnai (Firenze, 13 gennaio 1947) è uno storico della filosofia e logico italiano.

## Biografia
Massimo Mugnai si è laureato nel 1971 all'Università di Firenze con una tesi su Leibniz e gli enciclopedisti di Herborn. Nel corso della sua carriera accademica si è occupato soprattutto di storia della logica, approfondendo il pensiero di Leibniz e quindi della tradizione algebrista, legata in particolare a George Boole. Ha insegnato fino al 2017 "Storia della logica" presso la Scuola Normale Superiore di Pisa, dove ora è professore emerito.

## Opere principali
- Il mondo rovesciato. Contraddizione e valore in Marx, il Mulino, Bologna, 1984. ISBN 9788815006417
- Leibniz' Theory of Relations, Steiner Verlag, Stuttgart, 1992. ISBN 3515058958
- Introduzione a G. Boole, L'Analisi matematica della logica, Bollati Boringhieri, Torino, 1993, pp. VII-LVIII. ISBN 9788833907369
- Introduzione alla filosofia di Leibniz, Einaudi, Torino, 2001. ISBN 9788806157470
- Possibile/necessario, il Mulino, Bologna 2013. ISBN 978-88-15-12581-1
- Come non insegnare la filosofia, Raffaello Cortina Editore, Milano, 2023, ISBN 	9788832855272